# High Ball Me!
High Ball Me! — последний студийный альбом британской рок-группы Moose, выпущенный в 2000 году.

## Об альбоме
Песня «There’s a Place» была выпущена на очень редком сингле «Liquid Make-up» в 1993 году, за семь лет до появления альбома «High Ball Me!».

## Список композиций
1. «A Starting Point» — 1:37
2. «Can’t Get Enough of You» — 3:54
3. «Keeping Up with You» — 4:32
4. «Lily la Tigresse» — 4:52
5. «Won’t Look for Love» −3:47
6. «High Ball Me Baby!» — 3:00
7. «The Only Man in Town» — 4:08
8. «Pretend We Never Met» — 3:46
9. «There’s a Place» — 4:47
10. «Wonder Where I’ll Go» — 3:59
11. «Twelve New Ways to Fly» — 0:33